# Philippinische Mythologie

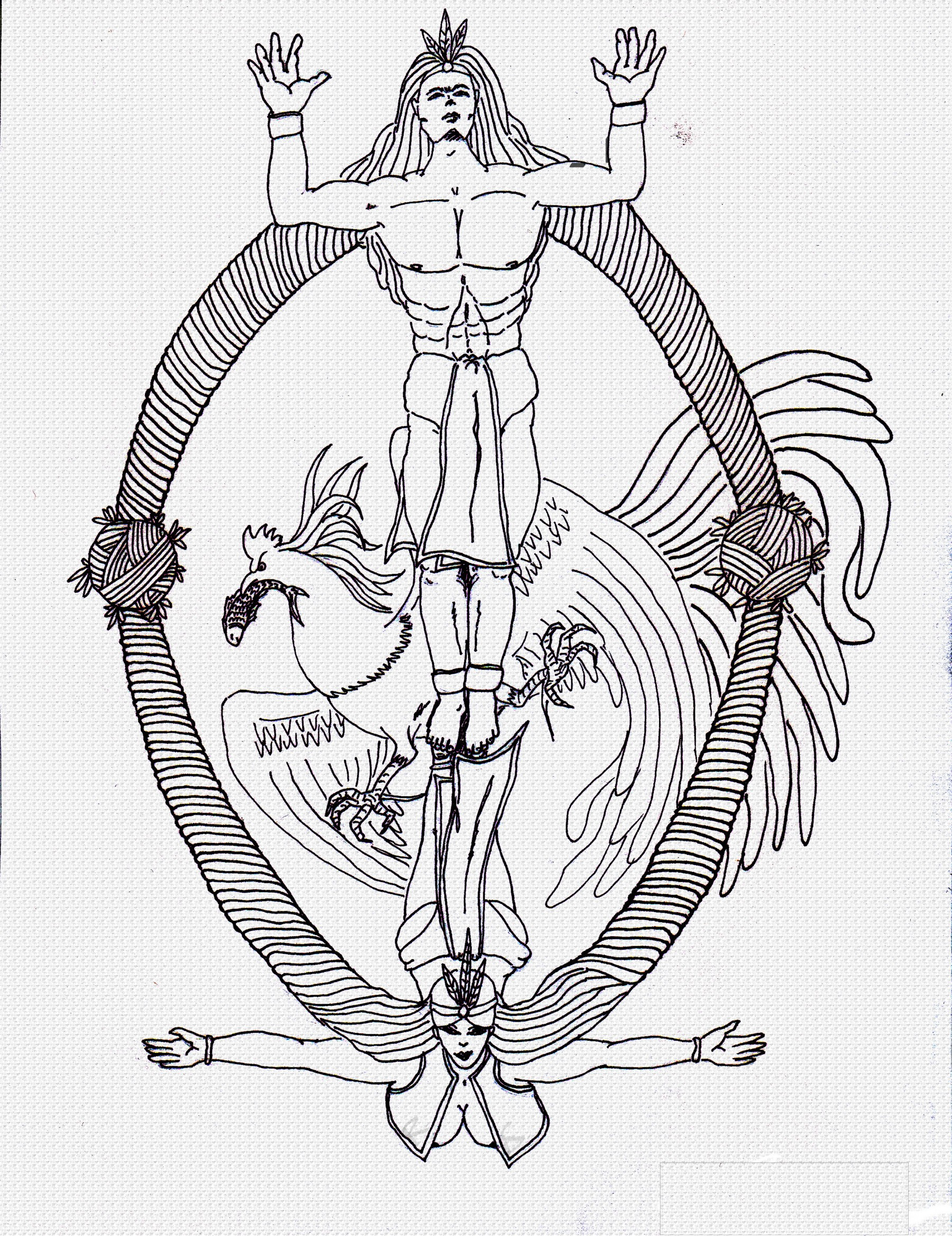
Bathala und Diwata in der Philippinischen Mythologie

Die Mythologie der Philippinen besteht aus einer Sammlung von Berichten über Götter und magische Wesen. Obwohl über 80 % der Filipinos Katholiken sind, hat sich besonders in ländlichen Gegenden, der Glaube an die wirkliche Existenz derartiger Wesen gehalten.
Das Land besteht aus vielen Inseln, auf denen es viele verschiedene ethnische Gruppen gibt. Das ist der Grund dafür, dass die Mythologie der Philippinen nicht einheitlich ist. Allen gemeinsam ist nur der Glaube an den Himmel, die Hölle und die Seele des Menschen.

## Philippinische Volksliteratur
Die philippinische Mythologie ist von der philippinischen Volksliteratur abgeleitet, die aus mündlichen Überlieferungen stammt. Wegen der ethnischen Vielfalt gibt es darüber sehr viele Geschichten. Jede einzelne Gruppe hat ihre eigenen Geschichten und Mythen.
Mündliche Überlieferungen unterliegen einer ständigen Veränderung und somit  der Gefahr der Verfälschung. Um dies zu vermeiden, wurden mittlerweile viele Geschichten schriftlich niedergelegt. Professor Damiana Eugenio von der Universität der Philippinen unterscheidet die philippinische Volksliteratur in drei Gruppen, Erzähltes, Gesprochenes und Volkslieder. Er meint mit dem Ersten Legenden, Märchen oder Verse, Gesprochenes sind Rätsel und Sprichwörter. Besonders die Volkslieder bilden ein reiches Erbe.

## Die Götter der philippinischen Mythologie
Bevor die Spanier die Inseln eroberten, glaubten einige Gruppen an ein einzelnes höheres Wesen, das die Welt geschaffen hat. Andere wiederum verehrten eine Vielzahl von Gottheiten, deren Heimat Bäume und Wälder waren.
Der oberste Gott war Bathala, der Allmächtige, der das Universum geschaffen hat. Lakampati, der Gott der Fruchtbarkeit, war Hermaphrodit, er vereinigte beide Geschlechter in sich. Bauern opferten ihm, um sie vor Hungersnöten zu bewahren. Es sollen auch Lebensmittel geopfert und darum gebetet worden, Wasser für die Felder und Fische beim Fischfang zu bekommen. Auch der Regen war ein Gott, er wurde Pati genannt. Lakambakod heilte Krankheiten und beschützte die Häuser. Idiyanale war der Gott der Tierhaltung und Fischzucht. Die Fischer hatten den Gott Amansinaya, den sie anriefen, wenn sie ihre Netze auswarfen. Die Jäger hatten auch ihren Gott, Amanikable war ihr Schutzpatron. Natürlich gab es auch eine Göttin, Diyan Masalanta. Sie war die Göttin der Liebe, verhalf zu Fruchtbarkeit und schützte bei der Geburt von Kindern.

## Die Schöpfungsmythen
Auch hier begründet der Umstand verschiedener ethnischer Gruppen die verschiedenen Schöpfungsmythen. Die beiden bedeutendsten sind die Geschichte von Bathala, wonach es zu Beginn der Zeit drei Götter gab, die sich einander nicht kannten. Die zweite Geschichte ist der Visayan Schöpfungsbericht.

## Die mythologischen Gestalten
Es gab auch eine Reihe von Fabelwesen, die in verschiedenen Gestalten beschrieben werden. Vampire, Riesen und Zwerge, Hexen, Kobolde und Geister, die Welt war voller Figuren, die den Menschen halfen, oder sie auch bestraften und schlimmstenfalls sogar grausam umbrachten.